# Chromocallis
Chromocallis är ett släkte av insekter. Chromocallis ingår i familjen långrörsbladlöss.
Kladogram enligt Catalogue of Life:
| Chromocallis | \| \| Chromocallis nirecola \| \| \| \| \| \| Chromocallis similinirecola \| \| \| \| |
|              | \| \| Chromocallis nirecola \| \| \| \| \| \| Chromocallis similinirecola \| \| \| \| |
|              | Chromocallis nirecola                                                                 |
|              |                                                                                       |
|              | Chromocallis similinirecola                                                           |
|              |                                                                                       |